# George Mallory

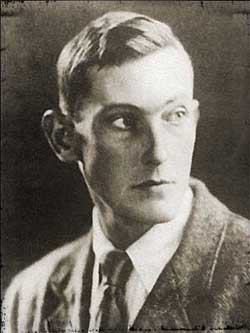
George Mallory

George Herbert Leigh Mallory (1886. június 18. – 1924. június 8. vagy 9.) angol hegymászó. Az 1920-as években több expedícióban is részt vett, amely a Csomolungma (Mount Everest) megmászására irányult. A mai napig tisztázatlan, hogy társával, Andrew Irvine-nal ő jutott-e fel elsőként a világ legmagasabb hegycsúcsára.

## Életrajza

### Fiatalkora
Malloryt már gyermekkorában foglalkoztatta a hegymászás. A Cambridge-i Egyetemen tanult történelmet, majd egy rövid ideig Franciaországban élt. Hazatérése után, 1910-től tanárként dolgozott a Surrey megyében található Godalmingban, ahol Robert Graves költővel is találkozott. 1911-ben sikeresen feljutott a Mont Blanc-ra. 1914-ben házasodott össze Ruth Turnerrel, hat nappal azelőtt, hogy kitört az első világháború. Foglalkozásából kifolyólag ugyan felmentés illette volna meg, ám ő mégis önként jelentkezett a frontra, ahonnan főhadnagyi rangban szerelt le. 

### Az első kísérlet a Mount Everest meghódítására

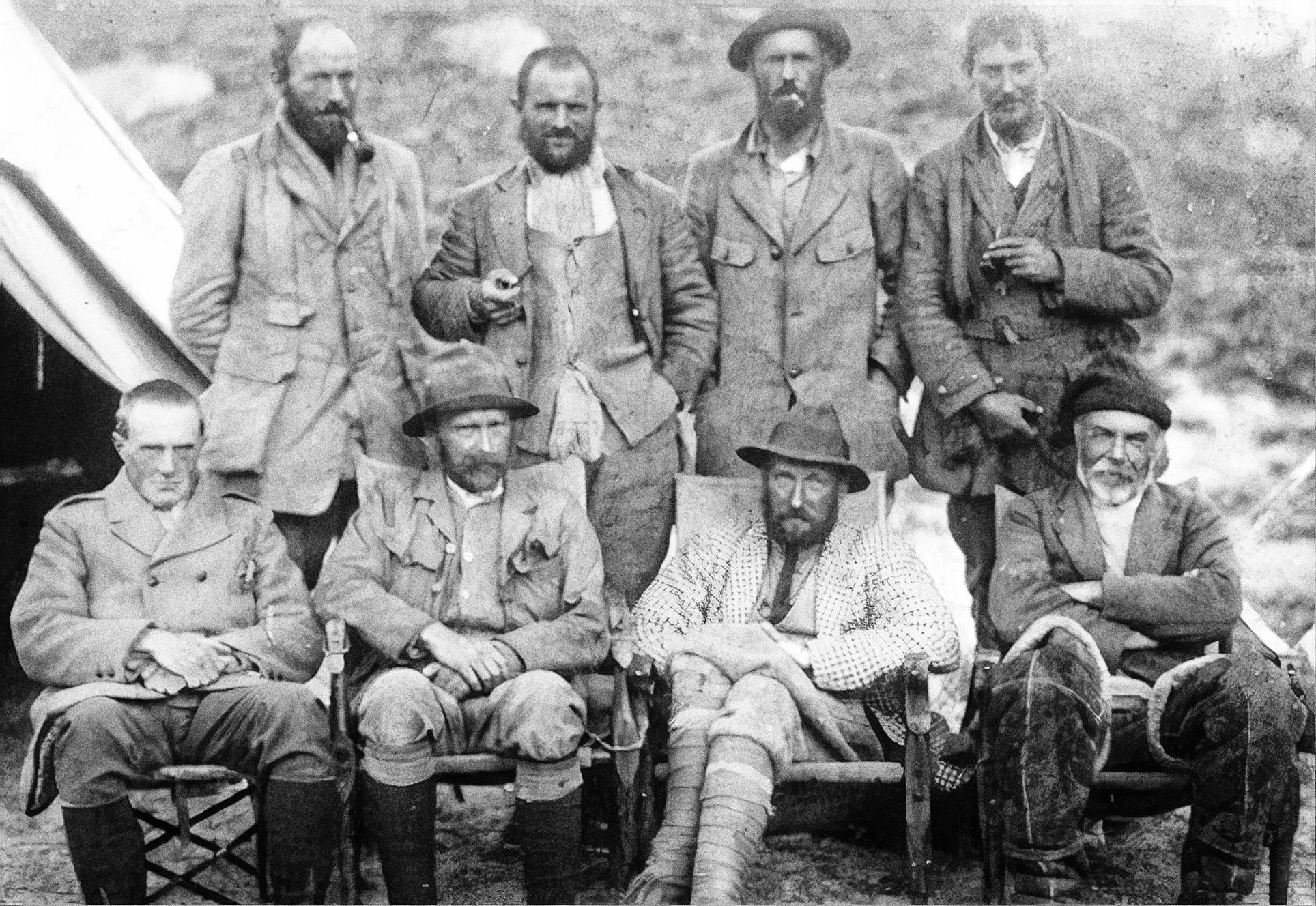
Az 1921-es Everest-expedíció tagjai. Mallory az álló sorban jobbról az első

1921-ben az első brit Mount Everest-expedíció tagja volt. Amikor feltették neki a kérdést, hogy miért akarja megmászni a csúcsot, azt a legendás választ adta: "mert ott van". Az expedíció során pontosan sikerült feltérképezni a környéket is, azonban a rossz időjárási viszonyok és a terepre alkalmatlan felszerelésnek köszönhetően csupán mintegy 8000 méteres magasságig jutott fel. 

### Az 1922-es expedíció
1922-ben már optimális időszakban vágott neki a feladatnak, többek között George Ingle Finch, Geoffrey Bruce, Charles Bruce és Edward Strutt társaságában. Ez alkalommal oxigénpalackokat is vitt magával, amik azonban még elég megbízhatatlanok voltak, nem beszélve arról, hogy még sportszerűtlennek is vélték a használatukat. Ezek segítségével végül 8229 méterre sikerült felkapaszkodnia. Egészen addig ilyen magasságban még nem járt ember, azonban továbbra is 600 méter kellett a Mount Everest meghódításához. Az utolsó csúcstámadás alkalmával egy lavina hét serpát elsodort, emiatt az expedíció felfüggesztése mellett döntöttek. Ezért Mallory-t otthon többen is támadták.

### Az 1924-es expedíció
1924-ben egy harmadik expedíciót is indított, amely során eltökélt szándéka volt, hogy megmássza a hegyet. A 8168 méteren fekvő táborból Mallory a 22 éves, mászásban viszonylag tapasztalatlan, ám az oxigénpalackok kezelésében jártas Andrew Irvine-nal indult a csúcstámadásra. 1924. június 8-án oxigénpalackokkal indultak útnak. Noel Odell, az expedíció geológusa távcsövével egy ideig tudta követni őket, 7925 méterig, azután 12 óra 50 perc környékén eltűntek a felhők között. Mallory és Irvine soha többé nem tértek vissza, vitatott, hogy elérték-e a csúcsot, vagy még a felefelé vezető úton érte őket a halál. Az expedíció 13 tagját az 1924-es franciaországi téli olimpián aranyéremmel tüntették ki.

## Mallory holttestének megtalálása
1999. május 1-jén a Mallory és Irvine Kutató Expedíció megtalálta Mallory holttestét 8160 méteres magasságban, az északi gerincen felfelé haladva, a régi kínai tábor közelében. Megfagyva, arccal lefelé feküdt, ruháját az időjárás megtépázta. Mallory ruházatának és holtteste környékének átkutatása után azonban fényképezőgépe nem került elő, a benne lévő film előhívása és az esetleges csúcsról készült fotók előkerülése bizonyítékként szolgálhatott volna, hogy valóban feljutott a csúcsra. Feltételezések szerint azonban Irvine-nál is lehetett a gép, akinek azonban ezidáig nem találtak még a holttestét. 
Mallorynál leveleket, karórát, magasságmérőt – mindkettőt mutatók nélkül – és egyéb személyes tárgyakat találtak. Lányának elmondása szerint Mallory egy fényképet vitt magával feleségéről, melyet a csúcs elérése esetén fennhagyott volna, ezt sem találták meg holttesténél, ugyanakkor a csúcsot később sikeresen elért hegymászók sem jelentették, hogy látták volna (1953-ban Edmund Hillary és Tendzing Norgaj is keresték Mallory és Irvine nyomait, de nem találtak semmit). A Mallory zsebében talált védőszemüveg is arra enged következtetni, hogy Irvine-nal együtt felmásztak a csúcsra és a visszaúton, amikor már sötétedni kezdett, ereszkedés közben érte őket a tragédia. Azonban ezek csak feltételezések és mindezidáig nem sikerült bizonyítani, hogy ők értek volna fel a csúcsra elsőként. Az ellenérvek között van többek közt az is, hogy a két hegymászónak hágóvas nélkül, puha bakancsban és gyapjúruhában, valamint nehéz oxigénpalackkal a hátukon gyorsabb tempóban kellett volna haladniuk, mint a mai modern hegymászóknak, ráadásul egy olyan helyen is átjutottak, ahol a szikla kiszögelléseit használva csupán 1985-ben sikerült feljutni először.

## Irvine holtteste
1979-ben a kínai Wang Hongbao egy kísérőjének elárulta, hogy 1975-ben talált egy holttestet, akiről úgy gondolja, hogy Irvine, ám egy nappal azelőtt, hogy pontosan behatárolhatta volna a területet, meghalt. Irvine földi maradványainak hollétét így még sokáig homály fedte. 2010 januárjában Tom Holzel amerikai történész közzétett egy feltételezést Irvine holttestének helyéről, amelyet expedícióval akar igazolni. 2024. októberében bejelentették a holttest megtalálását, amit a zoknijába hímzett név alapján azonosítottak.

### Magyarul
- Conrad Anker–David Roberts: Mallory nyomában. A Mount Everest titka; ford. Holka László; Park, Bp., 2000 (Veszélyes övezet)
- Jeffrey Archer: A dicsőség ösvényein; ford. Szieberth Ádám; General Press, Bp., 2009